# Жанатурмис (Кордайський район)
Жанатурми́с (каз. Жаңатұрмыс) — село у складі Кордайського району Жамбильської області Казахстану. Входить до складу Жамбильського сільського округу.
Населення — 1570 осіб (2021; 1228 у 2009, 1202 у 1999, 1578 у 1989).